# Juca (football, 1979)
Juliano Roberto Antonello surnommé Juca, est un footballeur né le 19 novembre 1979 à Passo Fundo.
Il joue milieu défensif au Deportivo La Corogne. Il est arrivé au club en 2009 et a signé un contrat de 2 saisons. Il a joué son premier match de Liga le 29 août 2009 lors de la défaite 2-3 face au Real Madrid. En 2011, après la relégation du club, son contrat n'est pas reconduit.

## Palmarès
- Championnat de Serbie :
  - Champion en 2008 et 2009 (Partizan Belgrade).
- Coupe de Serbie :
  - Vainqueur en 2008 et 2009 (Partizan Belgrade).
- Coupe Rio de Janeiro :
  - Vainqueur en 2007 (Botafogo).
- Championnat du Rio Grande do Sul :
  - Champion en 1997 (Internacional).